# Guy Pessiot
Guy Pessiot (né le 7 mai 1949 à Rouen) est un éditeur et homme politique français.

## Biographie
Après des études aux lycées Corneille et Flaubert puis à Neoma Business School, il cofonde en 1971 avec René Silvestre les Éditions Génération et le mensuel L'Étudiant dont il est le rédacteur en chef jusqu'en 1979. Il crée en 1976 Le P'tit Normand, guide pratique de l'agglomération rouennaise puis en 1979 les Éditions du P'tit Normand (devenues PTC en 1999).
En 1995, il est admis à l'Académie des sciences, belles-lettres et arts de Rouen.
Il devient conseiller municipal de Rouen en 2003, puis est élu, en mars 2008, troisième adjoint auprès de Valérie Fourneyron. Depuis 2012, il est conseiller municipal. Il a été président de l'Office de tourisme et de congrès Rouen vallée de Seine Normandie de 2008 à 2018 et vice-président des Offices de tourisme de France de 2014 à 2018.
En 2019, il est membre du bureau de la métropole Rouen Normandie.

### Distinctions
- Chevalier de l'ordre national du Mérite (décret du 14 novembre 2001)[2].

## Ouvrages
- L'Histoire de Rouen par la photographie, en 4 vol., P’tit Normand, 1980-1984
  - Histoire de Rouen, 1850 - 1900 : en 500 photographies avant l'apparition de la carte postale, Éditions du P'tit Normand, 1981, 249 p. (ISBN 9782906258853, lire en ligne).
- Histoire de l'agglomération rouennaise : La Rive gauche, Rouen, P’tit Normand, 1991, 287 p. (ISBN 2-906258-21-0, OCLC 463515558, lire en ligne)
- Voiles en Seine - l’Armada, P’tit Normand, 1989, 1994, 1999, 2003
- Faut-il croire aux sondages ?, Acad. de Rouen, 2002
- En attendant l’Armada 2008, PTC, 2007
- Histoire des banques Scalbert-Dupont, CIN et Crédit Fécampois, avec Philippe Hochart, PTC, 2006
- Les Communes de l’agglomération de Rouen, en 2 vol., éditions des Falaises, 2007
- Les Foires expositions de Rouen, avec Yves Asseline, PTC, 2008
- Rouen photos inédites, Rouen, éditions des Falaises, 2009, 288 p. (ISBN 978-2-84811-081-3, OCLC 315137723, présentation en ligne)
- Rouen, 100 ans de changements, Rouen, éditions des Falaises, 2010, 158 p. (ISBN 978-2-84811-121-6)
- Burchell Rouen : Ombres et lumières sur la ville. Photographies inédites (1939-1993), Rouen, éditions des Falaises, 2011, 176 p. (ISBN 978-2-84811-150-6)
- « De l'importance des photos sur Rouen : témoignage d'un iconographe », Bulletin des Amis des monuments rouennais,‎ 2012-2013, p. 8-25 (ISBN 978-2-918609-04-9)
- Rouen photos inédites, t. 2, Rouen, éditions des Falaises, 2015, 288 p. (ISBN 978-2-84811-253-4, présentation en ligne)
- Rouen photos inédites, t. 3, Rouen, éditions des Falaises, 2020, 288 p. (ISBN 978-2-84811-484-2, présentation en ligne)